# Ткиво (биологија)
Ткиво представља скуп ћелија које су једнаке по морфолошким (грчки: morpha = облик) и физиолошким особинама и имају заједничко порекло и функцију. Ткиво је биолошки организациони ниво између ћелија и комплетног органа. Ткиво је скуп сличних ћелија и њиховог екстрацелуларног матрикса истог порекла који заједно врше одређену функцију. Органи се тада формирају функционалним груписањем више ткива. Сва ткива се састоје од: ћелија и међућелијске супстанце.
Биолошка дисциплина која се бави изучавањем ткива назива се хистологија, или у контексту болести, хистопатологија. Ксавије Биша се сматра „оцем хистологије“. Хистологија биљака се проучава у анатомији и физиологији биљака. Класични алати за проучавање ткива су [[|Microtome#Applicationsпарафински блок]] у који се ткиво уграђује и потом сече, хистолошко бојење и оптички микроскоп. Развој електронске микроскопије, имунофлуоресценције и употребе замрзнутих пресека ткива побољшали су детаље који се могу посматрати у ткивима. Са овим алатима, класични изглед ткива може се испитати у здрављу и болести, што омогућава значајно прецизирање медицинске дијагнозе и прогнозе.

## Биљно ткиво
1. Срж
2. Фитоксилем
3. Ксилем
4. Флоем
5. Склеренхима (примарна кора)
6. Кортекс
7. Епидермис

У анатомији биљака, ткива су широко категорисана у три система ткива: епидермис, примарна кора и васкуларно ткиво.
- Епидермис – Ћелије које формирају спољну површину листова и тела младе биљке.
- Васкуларно ткиво – Примарне компоненте васкуларног ткива су ксилем и флоем. Они транспортују течности и хранљиве материје унутра.
- Примарно кора – Примарно ткиво је мање диференцирано од осталих ткива. Примарно ткиво производи хранљиве материје фотосинтезом и чува резервне хранљиве материје.

Биљна ткива се такође могу различито поделити на два типа: меристематска ткива, и трајна ткива.

### Меристематско ткиво
Меристематско ткиво се састоји од ћелија које се активно деле и доводи до повећања дужине и дебљине биљке. Примарни раст биљке јавља се само у одређеним специфичним регионима, као што су врхови стабљика или корена. У овим регионима је присутно меристематско ткиво. Ћелије овог типа ткива су отприлике сферног или полиедарског до правоугаоног облика, са танким ћелијским зидовима. Нове ћелије које производи меристем у почетку су оне самог меристема, али како нове ћелије расту и сазревају, њихове карактеристике се полако мењају и постају диференциране као компоненте меристематског ткива, које се класификују као:
- Апикални меристем: Присутан на растућим врховима стабљике и корена, повећава дужину стабљике и корена. Оне ћелије формирају делове раста на врховима корена и стабљика и одговорне су за повећање дужине, које се такође назива примарни раст. Овај меристем је одговоран за линеарни раст органа.
- Латерални меристем: Ћелије које се углавном деле у једној равни и узрокују повећање пречника и обима органа. Латерални меристем се обично јавља испод коре дрвета као камбијум плуте и у васкуларним сноповима дикотиледона као васкуларни камбијум. Активност овог камбијума формира секундарни раст.
- Интеркаларни меристем: Налази се између трајних ткива, обично је присутан у бази чвора, интернодију и на бази листа. Он је одговоран за раст дужине биљке и повећање величине интернодија. Он резултира формирањем и растом грана.

Ћелије меристематског ткива су сличне структуре и имају танак и еластичан примарни ћелијски зид од целулозе. Компактно су распоређени без међућелијских простора између њих. Свака ћелија садржи густу цитоплазму и проминентно ћелијско језгро. Густа протоплазма меристематских ћелија садржи врло мало вакуола. Меристематске ћелије су обично овалног, полигоналног или правоугаоног облика.
Ћелије меристематског ткива имају велико језгро са малим вакуолама или су без њих, јер немају потребу да складиште било шта, за разлику од њихове функције умножавања и повећања обима и дужине биљке, без међућелијских простора.

### Трајна ткива
Трајна ткива се могу дефинисати као група живих или мртвих ћелија формираних од меристематског ткива и које су изгубиле способност да се деле и трајно су постављене на фиксне позиције у биљном телу. Меристематска ткива која заузимају преузимају специфичну улогу губе способност поделе. Овај процес преузимања трајног облика, величине и функције назива се ћелијска диференцијација. Ћелије меристематског ткива се разликују и формирају различите врсте трајних ткива. Постоје 2 врсте трајних ткива:
1. једноставна трајна ткива
2. комплексна трајна ткива

#### Комплексно перманентно ткиво
Комплексно трајно ткиво се састоји од више од једне врсте ћелија заједничког порекла које раде заједно као јединица. Сложена ткива се углавном баве транспортом минералних хранљивих материја, органских растворених материја (хранљивих материја) и воде. Због тога је оно познато као проводно и васкуларно ткиво. Уобичајени типови сложеног трајног ткива су:
- Ксилем (или дрво)
- Флоем (или баст).

Ксилем и флоем заједно формирају васкуларне свежњеве.

##### Ксилем
Ксилем (грчки, xylos = дрво) служи као главно проводно ткиво васкуларних биљака. Одговоран је за проводљивост воде и неорганских раствора. Ксилем се састоји од четири врсте ћелија:
- Трахеиде
- Судови (или трахеје)
- Ксилемска влакна или ксилем склеренхим
- Ксилемски паренхим

Ткиво ксилема је организовано у облику цеви дуж главних осовина стабљика и корена. Састоји се од комбинације ћелија паренхима, влакана, судова, трахеида и зрачних ћелија. Дуже цеви састављене од појединачних ћелија су трахеиде, док су чланови посуда отворени на сваком крају. Унутра, могу бити шипке од зидног материјала које се протежу преко отвореног простора. Ове ћелије су спојене од краја до краја да формирају дугачке цеви. Чланови пловила и трахеиде су мртви у зрелости. Трахеиде имају дебеле секундарне ћелијске зидове и сужене су на крајевима. Немају крајње отворе као што су посуде. Крајеви се преклапају један са другим, са присутним паровима јама. Парови јама омогућавају да вода пролази из ћелије у ћелију.
Иако је већина проводљивости у ткиву ксилема вертикална, бочна проводљивост дуж пречника стабљике је олакшана преко зрака. Зраци су хоризонтални низови дугоживећих ћелија паренхима који настају из васкуларног камбијума.

##### Флоем
Флоем се састоји од:
- Цев сита
- Пратећа ћелија
- Флоемско влакно
- Флоемски паренхим.

Флоем је подједнако важно биљно ткиво, јер је такође део 'водоводног система' биљке. Првенствено, флоем носи растворене прехрамбене супстанце кроз биљку. Овај проводни систем се састоји од члана ситасте цеви и ћелија пратилаца, које су без секундарних зидова. Матичне ћелије васкуларног камбијума производе ксилем и флоем. Ово обично укључује и влакна, паренхим и зрачне ћелије. Ситасте цеви се формирају од чланова ситастих цеви постављених крај на крај. Крајњи зидови, за разлику од чланова посуда у ксилему, немају отворе. Крајњи зидови су, међутим, пуни малих пора где се цитоплазма протеже од ћелије до ћелије. Ове порозне везе се називају ситасте плоче. Упркос чињеници да је њихова цитоплазма активно укључена у проводљивост прехрамбених материјала, чланови ситасте цеви немају једра у зрелости. То су ћелије пратиоци који су смештене између чланова ситасте цеви које функционишу на неки начин доводећи до проводљивости хране. Чланови ситасте цеви који су живи садрже полимер који се зове калоза, полимер угљених хидрата, који формира јастучић/калус, безбојну супстанцу која покрива плочу сита. Калоза остаје у раствору све док је садржај ћелије под притиском. Пхлоем транспортује храну и материјале у биљкама нагоре и надоле по потреби.

## Врсте животињских ткива
Код животиња, ткива се, према грађи и функцији коју обављају, деле на:
- епителско ткиво,
- везивно ткиво,
- мишићно ткиво и
- нервно ткиво.

## Врсте биљних ткива
У клицама биљака се формирају две основне различите групе ткива: прва, ћелије на врховима изданака и корена, одговорна за раст, чијом деобом настају ћелије свих осталих ткива - творна или меристемска ткива, и друга, коју изграђују диференциране ћелије (које су стекле свој коначан облик и величину, као и улогу) које имају посебну функцију и привремено су или трајно изгубиле способност деобе - трајна ткива.

## Историја
Ксавије Биша је увео реч ткиво у проучавање анатомије до 1801. године. Он је био „први који је предложио да је ткиво централни елемент у људској анатомији, и сматрао је органе као скупове често различитих ткива, а не као ентитете саме по себи“. Иако је радио без микроскопа, Бича је разликовао 21 врсту елементарних ткива од којих се састоје органи људског тела, број који су касније смањили други аутори.